# Francuska književnost
Francuska književnost smatra se jednom od najbogatijih i najraznolikijih književnosti, najznačajnija zbog svog istraživanja ljudskog društva i pozicija individualca u društvu. Francuska književnost ne obuhvaća frankofonijsku književnost – djela pisana na francuskom, no u drugim zemljama kao što su Kanada i Senegal.
Francuska književnost reflektira kulturnu i političku povijest Francuske. Do Francuske revolucije 1789., Francuska je imala društveno uređenje prema klasnom statusu, s pravilima koja su određivala kako se pripadnici jedne klase trebaju odnositi prema članovima druge klase. Pogled kulture i društva slijedio je hijerarhijsku strukturu društva, uključujući i književne žanrove i stilove. Hijerarhija žanrova imala je epiku na vrhu, a prozne žanrove, kao romane, na dnu.
Francuska revolucija, koja je trajala od 1789. do 1799., bila je ključni period u francuskoj povijesti, a označila je i temeljitu promjenu u francuskoj književnosti. Povedena u ime jednakosti i slobode, donijela je demokratski duh koji je izjednačio klase, privilegije i hijerarhijsku podjelu u vladi i svim drugim područjima društva. No, književnici iz ranih 1800-ih, koji su pisali pod periodom romantizma, tražili su razriješenje svih pravila koje je postavila Académie Française – vrhovno tijelo za postavljanje literarnih regulacija u to doba.
Od vremena revolucije, francuska književnost okarakterizirana je kao kreativno slobodna i inovativna. Te inovacije kulminirale su najviše u XX. stoljeću, gdje su se razvili stilovi kao dadaizam, nadrealizam, egzistencijalizam, teatar apsurda, novi roman i postmodernizam. Paradoksalno, unatoč tim ekperimentima i inovacijama, francuske literarne tradicije opstale su, kao i stari poredak. No, rebeliozni i inovativni Albert Camus uspoređivao je sebe s klasicističkom književnicom Marie Madeleine La Fayette, dok se glavni predstavnik francuskog egzistencijalizma Jean-Paul Sartre uspoređivao s trahičarom Pierreom Corneilleom.

## Srednji vijek
Francuska srednjovijekovna književnost obuhvaća period od 6 stoljeća, više nego danas preostalih perioda francuske književnosti skupa. Počinje sa Životom svete Eulaile (La séquence de Sainte Eulalie), crkvenom pjesmom iz 800-ih godina. Period francuske srednjovjekovne književnosti završava tiskanjem kompletnih djela pjesnika Françoisa Villona 1489. Mnoga djela iz francuske srednjovjekovne književnosti su sveta u tom smislu da se bavi životom svetaca i domenom crkvenih mirakula i misterija. U isto vrijeme, mnogi književnici su pisali od djelima francuskih kraljeva i plemića, ali i o Križarskim ratovima. Fokusirajući se i na političke i religiozne teme, književnost je bila u harmoniji s tadašnjim svjetonazorom, koji je jednake ovlasti i moć dao i Crkvi i državi.
Francusko političko stanje bilo je relativno stabilno u srednjem vijeku, no nakon smri Karla Velikog 814., epidemije, glad i vođa među velikim vođama skoro su razorile državu. Vladavina kralja Huga Capeta, koja je započela 987., donijela je određenu stabilnost Francuskoj i uspostavila hijerarhiju, s Capetom na vrhu, koja je jamčila političku i socijalnu stabilnost. Njegovi nasljednici uveli su Francusku u digotrajne ratne kampanje: Križarski ratovi (1096. – 1271.) i Stogodišnji rat (1337. – 1451.).
Feudalne i socijalne institucije srednjovjekovne Francuske temljeni su na paktu između nižeg vazala i višeg vladara: Vladar je vazalu dao sigurnost i zemlju, dok je vazal vladaru obećao vjernost i službu. Socijalna i politička hijerarhija je na vrhu imala kralja, a ispod njega grofove i vojvode, pa su slijedili niži plemići, buržoazija (srednja klasa) i seljaci. Ova odredba reflektirala je srednjovjekovni pogled da je sve došlo od Boga i rajske prirode i zemaljskog svijeta. Neki žanrovi su afirmirali socijalnu hijararhiju, a neki su je ispitivali. Skolastične potrage za vječnom istinom, liturgijske drame prema biblijskim motivima i epske pjesme znane kao Chansons de Geste, svi su ovi žanrovi afirmirali socijalnu hijerarhiju. Dvorska književnost (kultivirana književnost pisana na francuskom dvoru) i satirička književnost su je ispitivali, iako na različiti način.

### Rane književne forme
Skolasticizam je naziv dan srednjovjekovnom načinu učenja i predavanja. Sastojao se od pručavanja Biblije, Lombardove Četiri knjige osuda (Sententiarum libri quator) iz XII. stoljeća, te ostalih tekstova koji su smatrani autoritativnim. Te knjige su otkrivale svete istine kako su une razumijevane od strane srednjovjekovnog svjetskog poretka, a skolasticisti su ih pručavali pišući komentare na mjestima na kojima su osjećali da se tekst razvija neadekvatno ili nisu uopće pokrivali.
Liturgijske drame, pisane na latinskom, prikazivale su priče o Božiću, Uskrsu, Uskrsnuću i ostalim biblijskim događajima. Izvedbe tih drama datiraju još iz X. stoljeća. Kako bi privukle više publike, te drame su postajale sve teatričnije, a od XII. stoljeća izvođene su i na francuskome. U dodatku, izvedbe su se kretale od ispred oltara, pa do ispred same crkve. Pri kraju XII. stoljeća, svećenici su u drame ubacivali komične, pa čak i groteskne elemente kako bi u dramama prikazali Pakao i Vraga. Sofisticiranija scenografija predstavljala je Raj, Jeruzalem i ostala biblijska mjesta. Adamova drama (Le jeu d'Adam) i Sveta obnova (La sainte résurrection), obje napisane sredniom XII. stoljeća, su dvije prominentne liturgijske drame.
Sveti teatar je skoro nestao tijekom Stogodišnjeg rata, no oživljen je u XV. stoljeću u obliku mirakula. Mirakuli su bili bazirani na pisanim tekstovima s prosječno 20,000 pjesama, pretežito o Biblijskim temama. Imali su enormne scenografije i glumačku postavu koja je imala na stotine glumaca. Drame su uglavnom bile dijelovi većih festivala koji su slavili život lokalnog sveca zaštitinika ili osnivanje grada.
Chansons de Geste iz XI., XII. i XIII. stoljeća su epske pjesme koje su opjevale Križarkse ratove i ratove među aristokracijom. Prva i najpoznatija od njih je Pjesma o Rolandu (Chanson de Roland, 1100.?). Pjesma o Rolandu opisuje sveti rat Karla Velikog protiv Saracena, njegove odnose s vazalima, feudalne rivalitete u vojsci i putovanje heroja Rolanda, koji je po tradiciji bio Karlov nećak. Oko 80 Chansons de Gestea su napisane, i iako je njihova važnost negirana nakon XIII. stoljeća, prozne verzije su se nastavile pisati nakon XV. stoljeća.

### Oblici protesta
Nisu sva srednjovjekovna djela francuske književnosti uspostavljala socijalni poredak u srednjovjekovnoj Francuskoj. Dvorska književnost protestirala je protiv restrikcija feudalnog sistema i njegovih vrijednosti, a satirička književnost govorila je o njegovoj lošoj strani. Dvorska književnost istraživala je socijalne i osobne posljedice sistema koji je podržavao dogovorene brakove i advokatirao pokornost individualca prema višim bićima i silama. Satirička književnost je realno, humoristično i nekad gorko iznosila realnost života koji se skirva iza feudalne idile, najčećše se fokusirajući na niže staleže.
Više rafinirana kultura počela je izlaziti iz dvorova plemstva pri kraju XI. stoljeća, periodu mira i nekakve ekonomske sigurnosti. Godine 1137. Alienora Akvitanska postala kraljica i donijela je na pariški dvor bogatu i elegantnu kulturu njezinog rodnog kraja (južne Francuske). Jedna tradicija koju je njezina vladavina njegovala bila je ona trubadura, lirskih pjesnika iz Provancea čije su se pjesme usredotočivale na ljubav.
Alieorine kćeri, Aelis i Marie, udale su se za francuske aristokrate te su svoj vlastiti provanceski okus donijele na francuske dvore. Mariein dvor u Troyesu postao je središte diskusija o tenzijama između vanbračne ljubavi i institucija Crkve i braka. O tome je na latinskome pisao Andreas Capellanus u svom djelu Način dvorske ljubavi (De Amore, 1185.?) i Chrétien de Troyes u svojim arthurijanskim pričama Gawain, ili Vitez od Lava (Yvain, ou le chevalier au lion, 1170.?), Lancelot, ili Vitez od Kola (Lancelot, ou le chevalier de la charrette, 1170.?) i Precival, ili priča o Gralu (Perceval, ou le conte du graal, 1190.?). Ove priče dale su vječan život imenima i pričama vitezova Gawaina, Lancelota i Percivala.
U dvorsku književnost spadaju pjesma Lais (1175.?), prve francuske pjesnikinje Marie de France, verzije Tristana i Izolde (kraj XII. stoljeća), napisane od strane Thomas d'Angleterrea i Béroula, te anonimna Auccassin et Nicolette (1225.?). Zajedno s pričama Chrétiena de Troyesa, ova djela konstituiraju dvorsku književnost. Iako se koncepti ljubavi i odnos između zaljubljenih i socijalnih institucija razlikuju u svakom djelu, središnja ideja koja se iznosi u dvroskoj književnosti je ta da ljubav ne može postojati u braku i da je Crkva u krivu kad osuđuje zrele ljubavnike. U pričama o Tristanu i Izoldi, na primjer, pripovjedač podržava ljubavnike, unatoč tome što je zavedeni muškarac kralj i što Crkva ne podržava njihovu ljubav. Pripovjedač govori da je njihova ljubav suđena i da Bog, ako ne Crkva, to razumije. Mnogi heroji i heroine iz laisa, kratkih pripovjednih pjesama, Marie de France su također zreli ljubavnici. No, Chrétien de Troyes napada zrele dvorske ljubavnike u svim osim u jednom svojem djelu i advokatira kompatibilnost ljubavi i braka. Dvorska ljubav je tako više ideologija nego niz problema koji se brinu o ljubavi i njezinom značenju kod individualca i kod društva.
Roman o ruži (Roman de la Rose), koju je započeo Guillaume de Lorris oko 1235., je alegorijska pjesma u kojoj ruža simbolizira voljenog, a vrt dvorsku ljubav. Prikazuje svijet u kojem ljubav asocira na dvorsku ljubav u književnosti tog vremena. Drugi dio djela, kojeg je između 1275. i 1280. dovršio Jean de Meun, je uvelike različit. Iako nastavlja alegoriju ljubavi, sadrži duge enciklopedijske digresije koje obuhvaćaju skoro cijeli bit srednjovjekovnog razmišljanja.
Chansons de geste i dvorske romanse, unatoč različitim položaijma u feudalnom društvu, su pisane za istu aristokratsku publiku. No, srednji stalež je razvila književnost koja je predstavljala njihov vlastiti ukus i preokupacije. To je bila narativna, satirična, slikovita, realistična i katkad seksualno eksplicitna književnost. Remek-djelo te književnosti, Reynardova romansa (Le Roman de Renart ), je zapravo zbirka priča u kojima je glavni lik Lisica Reynard, a opisuju njegove doživljaje u životinjskom svijetu koji je organiziran kao francusko srednjovjekovno drušvo. Priče o Reynardu pisane su na francuskome od XII. pa do XIV. stoljeća. U pričama iz XII. stoljeća, literarna parodija i socijalna satira su u granici dobre zabave. No, počevši sa XIII. stoljećem, u djelima kao Reynard licemjer (Renart le bestourné) od Rutebeufa i Reynard novi (Renart le nouvel) od Jacquemarta Geléea, autori se snažno odriču feudalnih običaja, iskorištavanja pravde i religijskog licemjerstva.
Još jedna srednjostaležna forma bila je fabliau, kratka priča u stihovima koja je procvjetala tijekom XIII. i XIV. stoljeća. Danas je preživjelo oko 15o fabliaua. Sadržavale su contes à rire  (priče za smijeh) i contes moraux ou edifiants  (moralne priče). Priče za smijeh (contes à rire) su smiješne, realsitične i katkad vulgarne. No, moralne priče (contes moraux ou edifiants), u drugu ruku, ciljaju da nauče čitaća moralne principe ili da kritiziraju društvene nepravde i licemjerstvo.

### Lirika
Počevši sa XIII. stoljećem, francuska književnost počela se sve više odvajati od starih formi. Ta promjena može se vidjeti u transformaciji lirske poezije, koja je tradicionalno bila praćena glazbom i izricala je misli i emocije individualca koji je sebe definirao kao "Ja". U većini bogatih francuskih srednjovjekovnih pjesama, od XII. do XV. stoljeća, to "Ja" zauzelo je konvencionalnu formu. U aristokratskim pjesmama sjevernjaka (trouvères) i južnjačkih trubadura, to "Ja" bio je standardni lik koji je predstavljao ili savršenog ljubavnika ili idelnog ljubljenika.
U XIII. stoljeću Jean Bodel, Colin Muset, i Rutebeuf pisali su manje konvencionalnu poeziju u kojem pjesnikova osobnost igrala esencijalnu ulogu i uspostavlja distinktivni glas. Djela tih pjesnika signalizirala su evoluciju u lirskoj poeziji prema više osobnoj ekspresiji. Promjena je kulminirala u djelima najvećeg liričara tog doba, Françoisa Villona, čiji je Testament (1461.) remek-djelo francuske književnosti. To djelo oživljava Villonov boemski život i povezuje ga s ljudskim živtom općenito. Villonov radikalni individualizam u predsjavljanju sebe kao glavnog lika svojih djela najavljuje sljedeći period kulturne povijesti - renesansu i humanizam.

## 16. stoljeće
Renesansa u Francuskoj započela je u XVI. stoljeću. Bilo je to doba velike intelektualne i umjetničke aktivnosti tijekom kojih su pisci istraživali nove ideje i literare forme. Renesansa je prvobitno započeta u Italiji u XIV. stoljeću, kada su utjecajni intelektualci izazvali dugogodišnja vjerovanja u svim dijelovima društva. S izazovom dogme došla je nova svijest o ljubavi. Novi način razmišljanja počeo je prodirati u Francusku po početku Talijanskih ratova 1494. Francuski vojnici koji su se vratili iz Italije donijeli su znanje o talijanskoj renesansi, ukusu i luksuznom načinu života talijanskog plemstva i o novim vrijednostima humanizma. Renesansni châteaux, izgrađen u dolini rijeke Loire, svjedoči o utjecaju talijanske kulture i renesansne u Francuskoj.

### Humanizam
Mislilački pravac znan kao humanizam promovirao je Rimske i Grčke umjetničke i filozofske modele koji su slavili vrijednost individualca. Plemićki dvori Franje I. i njegove sestre Margarite od Navarre su ponajviše udomljavale humanistički duh. Na tim dvorima su umjetnici, pjesnici i filolozi dobivali podršku za njihov rad. Godine 1530., Franjo I. je osnovao instituciju za učenje antičkih jezika. Proučavanje humanosti bilo je središte humanističkog učenja, a zamijenilo je formalnu logiku skolasticizma. Taj institut kasnije je postao prestižni Collège de France.
Dolazak renesense u Francusk nije odmah producirao djela u renesansmom duhu. Rhétoriqueurs, grupa pjesnika koji su se posvetili starim idejama retoričke (pravila kompozicije) forme, su dominirali prvom četvrtinom stoljeća. Clément Marot, sin jedog od tih pjesnika, je bio prvi veliki pjesnik tog stoljeća. Monga njegova djela pripadaju srednjovjekovnim žanrovima, kao alegoriji, no bio je i inovator. U određenom smisli bio je posljednji predstavnik sredjeg vijeka i prvi predstavnik renesanse. Njegov primarni uspjeh bilo je uvođenje soneta, kojeg su razvili Talijani, u francusku književnost.
Prvi veliki francuski pisac renesansne proze, François Rabelais, spojio je u svojim renesansnim djelima humanističku želju za znanjem i talijansku ljubav prema ljepoti i zadovoljstvu. Gigantska glad i žeđ njegovih mitskih divova Pantagruela i Gargantue simbolizira neutaživi apetit za učenjem i zadovoljstvima osjetila. U svojim djelima Pantagruel (1532.), Gargantua (1534.), Treća knjiga (Le tiers livre , 1546.) i Četvrta knjiga (Le quart livre, 1552.), Reblais je satirizirao stupidnost, snobizam, praznovjerje, kontemporarne institucije, te ponuđene poglede na obrazovanje, rat, pravdu i religiju. U isto vrijeme je uzdigao kultivizaciju i cvjetanje svih ljudskih sposobnosti i potencijala.
Još dva pisca Reblaisove generacije vrijedna su spomena: Margarita od Navarre i Maurice Scève. Margarita od Navarre, sestra Franje I., napisala je Heptameron (L'heptaméron, 1559.). Inspirirano Dekameronom (1353.) Giovannia Boccaccia, djelo je zbirka priča navodno ispričanih od strane putnika koji su zog lošeg vremena zadržani na Pirinejima. Scève je bio glavni predtsvnik L'Ecole lyonnaisea, koja je uključivala i dvije važne pjesnikinje, Louise Labé i Pernette du Guillet. Ta dvije pjseiniknje su inspirirale Scèveovo remek-djelo - kolekciju pjesma naslovljenu Délie (1544.).
Lyonski pjesnici pisali su o spiritualnoj ljubavi i žudnji, i njihove pjesme indiciraju novo prihvaćanje ljudske emocije u književnim djelima.

### Ostali trendovi
Godine 1549. pjesnik Joachim du Bellay izdao je manifest naslovljen Obrana i ilustracija francuskog jezika (Deffence et illustration de la langue françoyse). Taj manifest je zapravo bio manifest pjesničke skupine La Pléiade. Skupina je ime uzela od sedam kćeri boga Atlasa i od sedam helenističkih pjesnika iz Aleksandrije iz III. stoljeća pr. Kr. koji su to ime adaptirali za svoju pjesničku školu. Dva najvažnija pjesnika koja su odabrala ime su sam du Bellay i Pierre de Ronsard, a sudjelovalo je i 5 manjih pjesnika (Pontus de Tyard, Jacques Peletier du Mans, Rémy Belleau, Jean-Antoine de Baïf, Étienne Jodelle). Du Bellayova Obrana najavila je plan skupine da razvije francuski jezik i književnost najmanje na onu razinu na koju su vlastiti jezik i književnost uzdigli Stari Grci, Rimljani i Talijani. U vremenu od oko 30 godina, od 1549. do 1580., La Pléiade je dominirala francuskom književnošcu, pogotovo kroz Ronsardove sonete i ode.
Građanski rat između rimokatolika i protestanata od 1562. do 1598. uništio je Francusku. Tako zvani Religjiski ratovi urotili su obitelj protiv obitelji, vladara protiv vladara, a najvažnije, katoličke vladare protiv njihovog protestantskog kralja. Najnasilniji i najstrašniji događaj rata je bio 1572., kada su katolici ubili oko 2,000 hugenota u Parizu. Taj događaj danas je znan kao Bartolomejska noć. Iako je kraljevska obitelj bila protestantska, većina Francuza bili su katolici i nasilje nije završilo sve dok se kralj Henrik IV. nije krstio i postao katolik 1593. i izdao Edikt iz Nantesa 1598., davši francuskim protestantima slobodu štovanja Boga. Veliki pjesnik Religijskih ratova bio je Théodore-Agrippa d'Aubigné čiji su epski Tragičari (Les tragiques, 1616.) obuhvatili patnje tog vremena i kritizirali su okrutnost rata. Djela Jeana de Spondea i Jean-Baptistea Chassigneta također reflektiraju patnje tog doba, često se fokusirajući na patnju i smrt.
Jedan francuski pisac izdigao se iznad problema tog vremena, Michel de Montaigne. Iako je bio aktivan kao diplomat u svojim ranim godinama i kao gradonačelnik Bordeauxa jedno vrijeme, Montaigne je većinu svog vremena proveo u svom tornju gdje je čitao, reflektirao i pisao svoje Eseje (Essais, 1580.). Riječ essai znači testiranje ili pokušaj. U Montaigneovim Esejima ta riječ se odnosi na njegove pokušaje u potrazi za, učenjem, tumačenjem samog sebe i prošireno na ljudsko stanje. Dok je pisao svoje Eseje, Montaigne je stvorio moderni osobni esej i ostavio je neizbrisiv primjer renesansnog individualizma.

## 17. stoljeće
Za Francusku, XVII. stoljeće je bilo le grand siècle (veliko stoljeće), l’âge classique (klasicizam) i stoljeće le roi soleila (Kralja Sunca), Luj XIV., koji je vladao od 1643. do 1715., ostvario je ideju apsolutne monarhije, sa svom moći i ovlastima prenesenim na kralja. Riješio je postojeći sukob među plemstvom i između plemstva i kralja dovevši ih sve na svoj dvor u Versaillesu, gdje ih je mogao držati na oku. No, stabilnost donesena centralizacijom došla je na princa. Velikaške obitelji nastavile su rivalstvo, a Luj XIV. dao je do znanja da će se nemoliosrdno pozabaviti sa svima onima koji ne poštuju njegov autoritet naredivši egzekuciju par plemića.
Francuska kultura je cvjetala pod vlašću Luja XIV., te se francuska kultura, maniri i razmišljanja prošiila diljem Europe. Individualizam i liricizam koji je karakterizirao francusku renesansnu književnost prepustio je mjesto klasicizmu i emfazama o klasičnim idejama poretka, zabrana, čistoće i razuma koji su se javili u XVII. stoljeću. Prema ovome su francuski učenjaci formurlirali pravila o književnom stilu. Glavne literarne forme tog perioda bile su drama, satira i roman. U tom periodu su se razvila 2 jako važna pitanja koja su dominirala francuske literarne diskusije:
1. Koja je istina ljudskog srca ?
2. Koji bi ideal društvo trebalo imati za svoje članove ?
Oba pitanja dovela su do velike preokupacije tog stoljeća: odnos između ljudske strasti i ljudskog razuma. 

### Barok
Umjetnost i kultura koja se razvila u prvoj polovici XVII. stoljeća uvelike se razlikovala od klasicizma koji je uslijedio. Period prije klasicizma znan je kao barok. Dok su čistoća, racionalnost, red, jedinstvo i simetrija karakterizirali klasicizam, iluzija, misterija, emocije, višestrukost, dinamika i dubina su bile glavne odlike baroka.
Godine 1600. Francuska je tek izašla iz Religijskih ratova, te je njezin kulturni i društveni život bio slab. Ta situacija uvelike se promijenila kada su privatni saloni postali središta okupljanja aristokracije gdje je ona raspravljala o književnosti i filozofiji. Aristokracija je pričala na posebno kultiviran način nazvan préciosité. Taj način postao stil koji je potpuno predstavljao barok. Najživlji pariški salon bio je Hôtel de Rambouillet, čiji je domaćin bila Catherine de Vivonne Rambouillet. Iako je komediograf Molière ismijavao préciosité u svojem djelu Kaćiperke (1659.), taj stil je predstavljao želju Francuza za bogatijim i finijim kulturnim životom.
Važniji pisci iz tog perioda uključuju Françoisa de Malherbea, koji je pomogao u stvaranju jezika francuskog klasicizma, Jacquesa-Bénignea Bossueta, poznatog po svojim propovjedima i Marie de Rabutin-Chantal Sévigné. Marie de Rabutin-Chantal Sévigné najpoznatija je po svojim pismima kćeri, koja daju jako dobar pogled na francusko društvo. Mađu djelima o kojima se pričalo u francuskim salonima istaknuta su Priča o Astréeu (L'Astrée, 1607. – 1627.) Honoréa d’Urféa i Clélie (1654. – 1660.), duga sentimentalna romansa koju je napisala Madeleine de Scudéry. Clélie sadrži mapu nježnosti (Carte de Tendre, alegorijsku mapu koja pokazuje put za osvajanje ženskih osjećaja.

### Klasicizam
Kulturni život u francuskoj postao je centraliziran za vladavine Luja XIII., oca Luja XIV., i njegova premijera kardinala Richelieua. Među aspektima kulturnog života koje je Richelieu želio kontrolirati su francuski jezik i francuska književnost. Godine 1634., Richelieu je zamolio neke francuske književnike koji su se sastajali informalno da osnuju Francusku akademiju. Povelja za tu novu organizaciju izdana je sljedeće godine.
Akademija je radila na kompiliranju francuskog rječnika, a kasnije i gramatike, retorike i poezije koje bi iznijele osnovna pravila književne kompozicije. No veću pozornost stekla je zbog svojih pravila vezanih uz kazalište, najvažniji književni žanr tog doba, koja su potakla veliku literarnu debatu. Pravila su bila usredotočena na katarzi (moralno pročišćenje) kao funkciji tragedije; tu ideju je već prije iznio grčki filozof Aristotel. Katarza je značila da su gledatelji gledajući predstavu trebali imati različite aspekte (suosjećanje s likom...) u različitim situacijama. Kako bi se ovo dogodlo publika je trebala vjerovati baš u svaki detalj koji vidi, a to je bilo moguće, kako kaže Akademija, samo ako bi se primijenile tri Artsotelove dramske cjeline. Ono predstavljeno mora biti jednostavno (cjelina akcije), mora se zbivati na jednom mjestu (cjelina mjesta) i mora se događati u kratkom vremenskom periodu (cjelina vremena). Akademija je vjerovala da su ova pravila racionalna i da dovode do racionalno željenog kraja: otklanjanje strasti. Idealno ljudsko biće, prema analogiji, je bio netko tko je mogao kontrolirati strast koristeći razum.
Godine 1638. Skademija je izdala Akademijinu osudu Cida (Sentiments de l'Académie sur le Cid), kritiku na Corneilleovu tragediju. Članovi Akademije kritizirali su gramatiku i stil, ali i neka odstupanja od pravila drame izvučena iz Aristotelovih pravila. Pariška publika je obožavala djelo kakvo je bilo u originalu i nije se slagala s kritičarima. Kontroverza koja je izbila iz svega ovog nazvana je Svađa Cida. Corneille je bio toliko uvrijeđen Akademijinom kritikom da 4 godine nije napisao nijedno kazališno djelo. No, 1640. napisao je dvije drame (Horacije i Cinna) koje su slijepo pratile pravila koja je nalagala Akademija. Baš kada je Richelieu pobijedio u svojoj viziji političkog reda nametnutog apsolutnom monarhijom, Akademijin novi klasicizam pobijedio je kada je Corneille prilagodio svoje pisanje Akademijinim pravilima.

Filozof René Descartes je razvijao svoje ideje u tom periodu i one su uglavnom pratile jednaku formu klasicizma. Descartes je predložio filozofiju temeljenu na razumu i advokatirao je korištenje znanstvenih principa u pronalaženju istine. U svojoj Raspravi o strasti (Traité des passions, 1649.), Descatres opisuje borbu između korištenja razuma u kontroliranju strasti, iskustvo dramatizirano u Corneilleovom Cidu i još nekim njegovim dramama. Descartes i Corneille bili su optimitični po pobjedniku te borbe i vjerovali su da ljudska bića mogu utjecati na vlastitu sudbinu. Ostali pisci nisu bili baš previše optimistični o kontroliranju ljudske sudbine. Blaise Pascal je reflektirao dopuštanje jansenista, njegovih učitalja u Port Royalu, u svojim Provincijskim pismima (Lettres provinciales, 1656. – 1657.) i Pascalovim razmišljanjima (Les pensées, 1670.). Jensenisti su vjerovali da ljudi trebaju blegoslov Boga kako bi se riješili grešne prirode svoje strasti. 
 Dramatičar Jean Baptise Racine također je bio učenik jansenista. Utjecaj jansenista jasno se vidi u njegvom remek-djelima Andromaha (Andromaque, 1667.), Ifigenija (Iphigénie, 1674.) i Fedra (Phèdre, 1677.), koja su opterečena konceptom da ljudi ne mogu pobjeći svojoj sudbini vlastitim akcijama.
Treći veliki dramatičar iz ovog perioda (uz Corneillea i Racinea), bio je i Jean-Baptiste Poquelin Molière, koji je, za razliku od ove dvojice, bio majstor komedije. I on je bio zainteresiran radom ljudskog srca, idealnim članom društva i odnosom između razuma i strasti. Molièreovi likovi insprirani su licemjerstvom, pretjeranošću, taštinom, tiranijom i pohlepom, iako u njegovim djelima, kvalitete koje pobjede na kraju su autentičnost, umjerenost i poštovanje koje slijedi prirodne planove ili promiće ljudsku slobodu. U Molièreovom remek-djelu Mizantrop (Le misanthrope, 1666.), centralni lik, Alceste, koji vjeruje u apsolutnu istinu i totalno poštenje, voli Célimène, lažljivicu i varalicu. Ostali likovi djela predstavljaju točke oko serije događaja između to dvoje, te djelo istražuje stupanj umjerenosti ka kojem bi ljudi trebali težiti.
Prelazak na pesimizam koji je vidljiv u Pascalovim i Racineovim djelima popraćen je u još dva djela iz 1670-ih. U svojim Maksimama (Maximes, 1665. – 1678.), François de La Rochefoucauld iznosi u kratkim, često jednorečeničnim pogledima, da ljubav prema sebi motivira većinu ljudskog ponašanja, čak i u onim situacijama u kojima je virtuoznost naoko prisutna. "Ljubav prema pravdi", predlaže La Rochefoucauld, "je u mnogim muškarcima samo strah od doživljavanja nepravde". Još jedan pesimist, Marie Madeleine La Fayette, napisala je djelo koje moderni učenjaci smatraju prvim psihološkim romanom, Princeza Clèvesa (La princesse de Clèves , 1678.). Realizam knjige u portretiranju likova odvaja je od ostalih knjiga iz tog perioda. Djelo opisuje dugu borbu Madame de Clèves sa svojim osjećajima prema Monsieur de Nemoursu, borbu stvorenu iz navodno pravednog vjerovanja da ljubav ne traje, te da je zbog toga nije vrijedno ni osjećati.
Taj rastući pesimizam o ljudskoj prirodi i ljudskoj sudbini povezan je sa strujom skepticizma koji se razvio u XVII. stoljeću među liberalima. Predstavnik tog skepticizma bio je Théophile de Viau, koji je iz Pariza protjeran dvaput zbog ateizma i nedoličnog života. Njegove Le Parnasse satyrique (1622.) zanemaruju moralne i seksualne kodove, i mnoge njegove pjesme, kao i od njegovog kolege liberala Marc-Antoinea de Gérard Saint-Amanta, protive se religioznim doktrinama i društvenim moralnim konvencijama. Liberali su otvorili put kritičnom i uptinom Voltaireu i enciklopedistima sljedećeg stoljeća tako što su prenijeli kritični duh i oslanjanje na logični duh renesanse.
Možda je elegantni skepticizam Louisa de Rouvroya, koji je svoj život proveo na Versaillesu, bio najbolji svjedok pesimizma 1600-ih . Njegovi Memoari (tiskani 1829.) iznose čistu sliku licemjerstva, okrutnosti i korupcije koja je bila zla istina ispod dražesnih iluzija na kraju le grand sièclea. 
Prema kraju XVII. stoljeća, Sukob antičkih i modernih (Querelle des anciens et des modernes) podijelio je autore u dva kampa po kriteriju kome se koji kamp divio: antičkim ili tadašnjim autorima. "Moderni" kao Charles Perrault i Bernard Le Bovier de Fontenelle držali su da su njihovi suvremenici predstavljali zrelost ljudskog intelekta. Vjerovali su da su ljudska misao i kultura uznapredovali i da su tadašnji intelektualci prevazišli one iz antičkih vremena. "Antičari" su vjerovali da su rimska i grčka kultura još uvijek superiorne i da predstavljaju cilj ka kojem bi tadašnji pisci i intelektualci trebali težiti.

## 18. stoljeće (Prosvjetiteljstvo)
Europa je u XVIII. stoljeću doživjela preporod u obliku prosvjetiteljstva. Taj period intelektualne znatiželje i eksperimentiranja je baziran na dugotrajnoj sudbini u moći ljudskog razuma kako bi otkrili misterije prirode i društva. Jedna manifestacija je bila čvrsto vjerovanje o ljudskom napredovanju kroz znanstveni napredak. Želja za poboljšanjem generalnog ljudskog stanja kroz toleranciju, slobodu i jednakost je iznijeta od strane francuskih pisaca-mislioca znanih kao les philosophes (filozofi). Svoju pažnju su više posvetili korisnim razmišljanjima nego apstraktnim mislima i spekulacijama. Najambiciozniji projekt tog stoljeća je bio i nejreprezentativniji tog načina razmišljanja. Taj projekt je bilo tiskanje Enciklopedije (Encyclopédie, 1751. – 1772.) u 35 svezaka s dodacima iz 1776. i 1777. i indeksom iz 1780. Taj projekt vodila su dvojica pisca-mislioca koji se smatraju začetnicima prosvjetiteljstva - Denis Diderot i Jean d'Alembert. Specifično dizajnirana da bude praktička i korisna, Enciklopedija je ujedinila napredna mišljenja tog vremena o filozofiji, politici, religiji i drugim temama. Također je obrađivala i manje važnije teme u člancima o temama kao što su parade i izrada satova, ali i o praktičnim temama političke ekonomije i građanskom pravu.
Jedan od rezultata novootkrivene intelektualne energije u Francuskoj je bilo preispitivanje autoriteta u svakom smislu, uključujući i apsolutnu monarhiju. Tijekom zadnjih godina vladavine Luja XIV., koji je preminuo 1715. godine, i perioda kada je Luj XV. preuzeo prijestolje 1723., Francuska je bila u krizi. Taj period je obilježen sukobom između francuskog kralja i pape, prohibicijom jansenista iz Port Royala, revokacjiom edikta iz Nantesa koja je rezultirala novim progonima protestanata i povećanom patnjom nižih staleža. Politički nered i slabljenje plemićke moći kao posljedica omogućili su jačanje sumnji u trenutnu vladu i kulturu. Kulminacija ovih sumnji je Francuska revolucija koja je izbila na kraju XVIII. stoljeća.
Promjene u francuskom društvu reflektirane su promjenama u francuskim literatnim pogledima. Baš kada je društvo počelo biti inspirirano sverastućim srednjim staležom (buržoazijom), tradicionalna literarna hijerarhija promijenjena je u skladu s novim formama. Roman i kratka priča, koji su postali popuralni kod buržoazije, postajali su sve važniji. Svi važni filozofi tog doba - Charles de Montesquieu, Jean Jacques Rousseau, Voltaire i Denis Diderot - pisali su i fikciju, ali i nefikcijske eseje o raznim temama. Dijelili su čvrsto vjedoranje u korištenje razuma i znanstvenih metoda za izvođenje zaključaka iz zapažanja, proces koji zapažatelja dovodi od običnih činjenica do važnih zakona. Ovi mislioci su također vjerovali u popularizaciju ideja među narodom kako bi promovirali napredak i poboljšali društvo i indicidualni život. Kako bi podržali ove misli, ti filozofi su bili naprijateljski orijentirani prema mislima baziranim na autoritetu, predrasudama, fanaticizmu, preznovjerju i pretpostavci da jedan princip može objasniti sve.
Charles de Montesquieu je vjerojatno najpoznatiji po svom djelu Duh zakona (De l'esprit des lois, 1748.), koje je ujedno i prvo veliko sjelo političke sociologije. U djelu on istražuje tri glavna tipa vlade (republika, monarhija i despotizam) i tvrdi da postoji veza između klime, geografije i generalnih uvjeta jednog područja i oblika vlade koji tu vlada. Njegovo književno remek-djelo su Perzijska pisma (Les lettres persanes, 1721.), niz fiktivnih pisama koje izmjenjuju dva Perzijanca koji borave u Parizu sa svojim prijateljima iz Perzije. Charles de Montesquieu je koristio baš tu tehniku kako bi satirizirao tadašnje francusko društvo i institucije, pa čak i samog kralja. Teme o posjetiteljima iz drugih zemalja, europskim posjetiteljima u drugim zemljama, pa čak i o posjetiteljima iz svemira bile su popularne u XVIII. stoljeću i iznosile su interes tog vremena u razlici između kultura.
Voltaire je već kao mladić iskusio kulturalne razlike kada je zbog sukoba s jednom uglednom francuskom obitelji na tri godine boravio u Engleskoj. Bio je imperisoniran engleskom konstitucionalnom monarhijom, te engleskim liberalizmom i tolerancijom. U svojim Filozofskim pismima (Lettres philosophique, 1734.), Voltaire je hvalio i divio se engleskim institucijama i običajima, dok je napadao francuske. Voltaire je također znan i po svojim napadima na religiju, te je zbog toga često nazivan deistom (osobom koja vjeruje da je Bog stvorio svijet i njegove prirodne zakone, no da ne igra nikakvu ulogu u daljnjem funkcioniranju svijeta). To vjerovanje iznio je u svom literarnom remek-djelu, filozofskoj priči Candide (1759.), koja govori o velikim nesrećama na svijetu u ime religije. 
Voltaire je stvorio novi žanr pišući svoje filozofke priče, a i njegov suvremenik Denis Diderot je također eksperimentirao s književnim formama. Najsuptilniji mislioc od svih prosvjetitelja, Denis Diderot napisao je epistolarni roman (roman napisan kao niz pisama), nazvan Redovnica (La religieuse, 1760.). Ovo djelo vidiljivo reprezentira i kritizira život u samostanu. 
Diderotov Rameauov nećak (Neveu de rameau, 1761. – 1774.) slijedi neuobičajenu formu dijaloga. Dva govornika, moi (ja) i lui (on), predstavljaju Diderota i nećaka slavnog francuskog skladatelja Jeana Philippea Rameaua. Knjiga obuhvaća diskontinuitet, nepredvidivost i fragmentaciju života i misli. Fatalist Jacques i njegov gospodar (Jacques le fataliste, 1796.) je roman napisan kao serija dijaloga između autora-pripovjedača i čitača, a u ovom slučaju, između Jacquesa i njegovog gospodara. Ova knjiga se bavi problemom slobode, fatalizma i odnosa između ovo dvoje. U svojim djelima Diderot se izmjenjuje između straha da će osjećaji potpuno preuzeti kontrolu nad ljudskim radnjama i sigurnosti da je čisti razum sam po sebi slijep i nezainetesiran. Priroda odnosa između ljudskog srca u glave preokupirala je mnoge mislioce toga doba.
Jean Jacques Rousseau je također bio zaokupljen ljudskim sentimentom i intelektom, no generalno se protivio kritičkom i ateističkom pogledu filozofa i njihovom vjerovanju u materijalni napredak. Rousseau je vjerovao u Boga, mislio je da je ljudska priroda dobra, no da ju je društvo korumpiralo, te je propovjedao o povratku prirodi i jednostavnom životu. Njegov Društveni ugovor (Le contrat social, 1762.) pomogao je u davanju filozofske baze za Francusku revoluciju. U ovom djelu on predlaže pravo jednakosti i slobode za svakog individualca i demokratsku vladu.
Kao i filozofi, i Rousseau je pisao romane. Njegova Nova Heloiza ili Julija (La nouvelle Héloïse, 1761.), duži epistolarni roman, dramatizira borbu između likova Saint-Preux i Heloize, koji žive pod istim krovom kao i Heloizin suprug, da svoju strastvenu ljubav pretvore u platonsko prijateljstvo. Roma je bio enormno uspješan, pogotvo među višim staležima, koji su bili dirnuti frustriranom strašću i osjećajima likova. U njegovim autobiografskim Ispovijestima (Confessions, 1781.), Rousseau opisuje borbu s vlastitim osjećajima i njegovu doživotnu borbu da zaštiti, njeguje i izrazi svoj vlastiti genij. Rousseauva djela imala su velik utjecaj na romantistički pokret koji se razvio na početku XIX. stoljeća.
Djela koja su napisali Alain-René Lesage, Pierre Carlet de Marivaux i Abbé Prévost otvorila su nove mogućnosti za roman. Lesageov Gil Blas (1715. – 1735.), koji govori o sjećanjima starog španjolskog varalice, je bio rani i utjecajni realistički roman. Ostala realistička fikcija iz tog doba uključuje i Marivauxov Mariannein život (La vie de Marianne, 1731. – 1741.) i Prévostov Manon Lescaut (1731.). Roman XIX. stoljeća mnogo je dugovao svom prethodniku iz XVIII. stoljeća.
Pri kraju stoljeća, tiskan je epistolarni roman Pierrea Choderlosa de Laclosa nazvan Les liaisons dangereuses (1782.). Bila je to domišljata, skandalozna priča o korumpiranoj aristokraciji spremnoj za pad. Pierre Augustin Caron de Beaumarchais je jako sličnu piču pokazao u svojoj drami Figarov pir (Le mariage de Figaro, 1784.) koja govori o sluzi pametnijom nego njezin gospodar, što simbolizira pad starog režima u tadašnjoj Francuskoj. Najpoznatiji liričar iz XVIII. stoljeća bio je André Chénier, a njegova sudbina je postala simbol teškog života pjesnika tijekom Francuske revolucije. Chénier je u početku hvalio ranu revoluciju, no nakon što je počeo kritizirati njezino nasilje, osuđen je na smrt giljotinom.

## 19. stoljeće
Povijest Francuske u XIX. stoljeću prikazuje povijest države koja se bori s posljedicama revolucije. Dvje republike, nekoliko revolucija i coups d'étata, carstva Napoleona I. i Napoleona III., te obnova monarhije su događaji koji su usljeđivali tijekom tog perioda bez kakvog reda s izmjenom mnogih vođa, ideologija i političkih filozofija. Slično tome, francuska kjiževna povijest XIX. stoljeća nastojala je zamjenti klasicizam XVII. i XVIII. stoljeća i njegove emfaze o redu, razumu i čistoći. Romantizam, realizam, naturalizam, Le Parnasse i simbolizam su koncepti i pravci koji su dominirali u XIX. stoljeću. Roman je nastavio dominirati u XIX. stoljeću, te je proizveo neka od najvećih remek-djela francuske književnosti. Roman su sačinjavali preeminentni demokratski žanr, dokumentirajući detalj i činjenice prije nego generalni i univerzalni principi koje su nalagali filozofi XVIII. stoljeća. Oslobođen hijerarhije starog režima, roman XIX. stoljeća mogao je izraziti distinktivnost individualca. Pisci su sve više portretirali protagonise iz različitih staleža, čak i iz onih najnižih.

### Romantizam
Romantizam, prvi od književnih pokreta XIX. stoljeća, je propagirao zahtjev za slobodu u političkoj sferi. Romantizam je pridavao važnost ulozi imaginacije i subjektivnom pristupu kreativnosti, zajedno sa slobodom misli i govora. U svojim uvodnicima, manifestima i člancima romantičari su željeli ukinuće pravila postavljenih još u XVII. stoljeću od strane Académie française. Protivili su se bilo kakvim restrikcijama koje su političke i kulturne sile stavljale na umjetnika pojedinca.
Francuski romantizam započeo je s Književnosti (De la littérature , 1800.), djelom koje je napisala Anne Louise Germaine de Staël. Ovo izdanje kritike upoznalo je francuske čitatelje s razvojem romantizma u drugim europskim država, pogotovo u Engleskoj i Njemačkoj. Madame de Staël je definiera romantizam kao odbijanje klasicizma, te predlaže liriku - pjesnički i emocionalni izraz entuzijazma - kao glavnu karakteristiku romantizma. 
François-René de Chateaubriand je po mnogima smatran prvim pravim francuskim romantičarom. Njegove novele Atala (1801.) i René (1802.) opisuju lutanja neumorivog mladog plemića. Renéova nejasna melankonija, želja i nezadovoljstvo portretiraju generalnu situaciju u Francuskoj nakon revolucije, kada se mlada generacija našla bez ideja i vođe. U Renéu glavni lik pronalazi svoja vlastita rapoloženja, strasti i neumorivost reflekitrana u prirodi. Korištenje prirode kao ogledala ljudskih osjećaja postalo je putokaz romantizma. 
Grupa znana kao Romantičarska škola započela je s radom 1823. u literarnom salonu Charlesa Nodiera, s čsetim posjetima od strane četiri najveća fracuska romantičara, a oni su Victor Hugo, Alfred de Vigny, Alfred de Musset i Alphonse de Lamartine. Svi ti pisci su intenzivno iskazivali svoje osjećaje i zabrinutost zbog ljudskog odnosa prema prirodi i svemiru. 
U svojoj pjesmi Le Lac (1820.), na primjer, de Lamartine se dogovara s jezerom Bourget da ponovno dobije svoja sjećanja i osjećaje od svoje ranije ljubavne afere s tog mjesta. Ovakva projekcija ljudskih osjećaja kroz intimnu prirodu znana je kao romantična patetična varka. 
Kazalište je, za razliku od ostalih grana, bila valika bojnišnica u prelasku na romantizam. Victor Hugo je bio vođa onih dramatičara koji su se protivili mnogim pravilima koje je klasicizam postavio kazalištu. Uvod u Hugovu dramu Cromwell (1827.) objasnio je i podrupro novi duh u umjetnosti, moleći za "slobodu umjetnosti od despotizma sistema pravila i kodova". Premijera Hugove drame Hernani (1830.) je često zvana i bitka za Hernani (la bataille d'Hernani) zbog tučnjave koja je izbila između onih koji su podržavali dramu i kritičara kojima se drama nije svidjela. 
Od ostalih istaknutijih romantičarskih drama treba spomenuti Stendhalovu Racine i Shakespeare (Racine et Shakespeare, 1823., 1825.), Henrika III. i njegov dvor (Henri III et s cour, 1829.) Alexandra Dumasa starijeg i de Vignyevu verziju Otela (1829.).
Povijesni roman koji se bavio francuskom povješću bio je posebno popularan u to vrijeme. Pojam couleur locale (lokalna boja) odnosio se na korištenje distinktivnih detalja u radnji, opisu likova, a ponajviše u opisu običaja, događanja i predmeta kako bi se osigurala povijesna točnost. 
Mađu bolje povijesne romane iz tog perioda ubrajaju se Hugovi Jadnici (Les misérables, 1862.) i Zvonar crkve Notre-Dame (Notre Dame de Paris, 1831.), Tri mušketira (Les trois mousquetaires, 1844.) Alexandra Dumasa starijeg i de Vignyev roman Cinq-Mars (1826.).
Hugovi Jadnici portretiraju tada suvremeno francusko društvo, dok njegov Zvonar crkve Notre-Dame govori o životu u Srednjem vijeku, a i Dumasov i de Vignyev roman svoju radnju smještaju u XVII. stoljeće.

### Realizam
Želja za točnim i detaljnim opisom postala je glavni element realizma, književnog pravca koji je uslijedio nakon romantizma u francuskoj književnosti. Potraga za znanstvenom točnošću, koja se pojavila već u romantizmu, reflektirala je želju za primirjem između znanstvenih metoda i otkriča tog perioda. Ta potraga može se vidjeti već tijekom 1830-ih u Stendhalovom romanu Crveno i crno (Le rouge et le noir, 1831.), ali i u Balzacovim romanima Eugénie Grandet (1833.) i Čiča Goriot (Le Père Goriot, 1834.). Balzac je tvrdio sociološku vrijednost svojih djela u uvodu svog remek-djela Ljudska komedija (La comédie humaine, izdavana od 1842. do 1848.). Ljudska komedija je zbirka od oko 90 romana i priča koja detaljno opisuje različitost francuskog društva u prvoj polovici XIX. stoljeća. Balzac je bio prvi veliki romanipisac koji je baš detaljno opisao život svojih fiktivnih likova.
Realizam je dominirao francuskom književnosti već na polovici stoljeća. Zbirka eseja Realizam (Le réalisme, 1857.) od Champfleurya se smatra manifestom realizma, no Gustave Flaubert je od mnogih realista smatran ocem tog pokreta. Njegov precizni pristup književnosti najbolje se vidi u Gospođi Bovary (Madame Bovary, 1857.), koja opisuje tragični život žene čija se monotona svakodnevnica brutalno skuobljava s njezinim romantičnim snovima. Flaubertov izraženi cilj je da sakrije bilo kakve tragove autora, isto kao što je i smatrao da Bog nije prisutan u prirodi. Čitatelj susreće likove koji su zapanjujuće mediokretski i stupidni, no nikakav ih pripovjedač ne osuđuje niti savjetuje čitatelju kako bih trebalo osuditi. Flaubertov oslonac na objektivu i artikularnom pripovjedaču kako bi prenio točne misli lika, započeo je revoluciju u književnosti. Sam Flaubert je tu tehniku koristio kako bi pokazao i kritizirao nemogućnost romantističkog temperamenta da živi u realnom svijetu.

### Naturalizam
Iste godine kada je izašla Gospođa Bovary, Hippolyte Taine je izdao svoje djelo Klasični francuski filozofi XIX: stoljeća (Les philosophes classiques du XIXe siècle en France). U tom djelu on je postavio plan za aplikaciju znanstvenih metoda za proučavanje ljudske prirode i povijesti. Taine je uveličavao važnost formativnih utjecaja kao što su la race, le milieu, et le moment (rasa, priroda i trenutak) za ljudski karakter i društvo. Među obožavateljima su bili braća Edmond i Jules de Goncourt, koji si napravili most između realizma i ekstremnog oblika realizma, naturalizma, koji je uslijedio. Naturalisti su također težili ka objektivnom opisu života. Vjerovali su da je ljudsko ponašanje određeno hereditarnim instinktima i emocijama i ekonomskim i socijalnim okruženjem, prije nego samom ljudskom voljom. Braća Goncourt su rekla da roman treba predstavljati povijest kako se ona možda dogodila i tvrdili su da se fikcija treba dokumentirati jednako kao i povijest, te da treba imati jednaku vrijednost po pitanju istine. Njihov roman Germinie Lacerteux (1864.) je bio najava neturalizma. 
Émile Zola se izdigao kao vođa naturalizma. Njegova serija Rougon-Macquartovi ili Prirodna i društvena povijest jedne obitelji pod Drugim carstvom (Les Rougon-Macquart Histoire naturelle et sociale d'une famille sous le Second Empire, 1871. – 1893.) od 20 romana sadrži neka od remek-djela naturalizma kao što su Jazbina (L'assomoir, 1877.) i Germinal (1885.). U svojim djelima, Zola primjenjuje znanstvene metode u svojim istraživanjima o alkoholizmu, prostituciji, incestu i jadima siromaštva. Da bi pisao svoja djela i stvarao svoje likove, Zola je morao posjetiti mjesta gdje se radnja njegovih djela događa, dobro promatrati i voditi bilješke. Među ostalim istaknutim naturalistima treba spomenuti autore kao što su Guy de Maupassant, Alphonse Daudet, Joris-Karl Huysmans i Henry Céard. Vrane (Les corbeaux , 1882.), drama Henrija Becquea, smatra se najboljom naturalističkom dramom.

### Le Parnasse
Odvajanje od romantizma koje je rezultiralo pokretima kao što su realizam i naturalizam, izrodilo je i pjesničku školu nazvanu Le Parnasse. Ta škola je svoje ime preuzela iz imena istoimene grčke planine gdje su se Apolon i muze nastanili. Théophile Gautier i Leconte de Lisle se smatraju glavnim utjecajima među pokretom. Gautierova teorija o umjetnosti za samu dobrobit umjetnosti i de Lisleova ideja o čistoj umjetnosti anticipiraju revolt članova Le Parnassea protiv emocionalizma romantizma u korist tehničke perfekcije i impersonalnog stava. Sljedbenici škole Le Parnasse objavili su svoju prisutnost 1866. s izdavanjem novina Le Parnasse contemporain. Njihove pjesme su karakterizirane savršenom formom, tehničkom briljantnošću, te piktoralnim i skulpturalnim slikama koje često bude sjećanja iz grčko-rimske ili arheološke povijesti. Među istaknutim čanovima Le Parnassea treba spomenuti pjesnike kao što su Théodore de Banville, François Coppée i José María Heredia.

### Simbolizam
Nasljednici škole Le Parnasse znani su kao simbolisti. Simbolizam je započeo sa zbirkom Romanse bez riječi (Romances sans paroles , 1874.) Paula Verlainea i zbirkom Faunovo poslijepodne (L'après-midi d'un faune, 1876.) Stéphanea Mallarméa. Simbolisti su radije željeli pobuditi nego opisivati. Kako bi to izveli, koristili su tekuću i glazbenu versifikaciju, impresije, intuicije i senzacije. Simbol nije imao ulogu da simbolizira ideju, stvar, osobu ili mjesto, nego da u različitim čitateljima pobudi različite asocijacije. 
Možda i najveći simbolist bio je Arthur Rimbaud, koji je sve svoje pjesme napisao do svoje 19. godine. Njegova poema Pijani brod (Le bateau ivre, 1871., koju je napisao sa 16 godina, uspoređuje kaotično stanje ljudskog duha s brodom kojeg je oluja izbacila na otvoreno more, daleko od kopna. Rimbaudovo korištenje bizarnih slika i njegovo odvažno eksperimentiranje s jezikom uvelike je utjecalo na kasnije generacije francuskih pjesnika, pogotovo na nadrealiste iz 1920-ih i 1930-ih. 
U ostale isteknute simboliste spadaju Jules Laforgue, Henri de Régnier, Jean Moréas, Tristan Corbière i Jean Marie Mathias Philippe Auguste Villiers de l'Isle-Adam. Belgijski pjesnici Emile Verhaeren i Maurice Maeterlinck (koji je dobio i Nobelovu nagradu), također su važni simbolisti, kao što su i dva emrička emigranta u Francuskoj Francis Viélé-Griffin i Stuart Merrill.
Iako se Charles Baudelaire smatra vođom simbolističkog pokreta, njegovo pjesničko remek-djelo Cvjetovi zla (Les fleurs du mal , 1857.) ostaje neklasificirano. Misterij prirodnog svijeta, želja za dalekim, tema ennui (nervoza zbog beznačajnosti) i velika strast u ovom djelu podsjeća na romantizam. Baudelaireova savršena forma, klasična versifikacija i briljantne piktoralne slike asociraju na pjesničku školu Le Parnasse. On je duboko utjecao na simboliste kroz njegov koncept i korištenje les correspondancesa (podudarnosti) između boja, mirisa i zvukova ovog svijeta, i njihove podudarnosti s drugim svjetom. Također je zapamćen zbog svoje emfaze na muzikalnost poezije.
Unatoč mnogim inovacijama pri kraju XIX. stoljeća, segment populacije okretao se prema ranijim periodima. U svom romanu Iskorijenjeni (Les déracinés, 1897.), Maurice Barrès je predložio da rješenje beznačajnosti koju je osjećao velik dio francuske mladosti bude povratak njihovim rodnim krajevima gdje su se mogli stopiti s njihovim običajima, tradicijama i povijesti. U romanu À rebours (1884.), Jorisa Karla Huysmana, glavni junak, Des Esseintes, je jedini preživjeli iz velike i izmorene plemićke loze. On se bori protiv svoje oslabljujuće dosade vodeći život sistematično suprotan tadašnjem modernom životu demokratske horde. Kao što je pokazano na dva prethodna primjera, Francuska je i u XIX. stoljeću bila progonjena od strane starog režima.

## 20. stoljeće

### Belle Epoque
Prije perioda pesimizma koji je zavladao Francuskom već tijekom 1920-ih, u Francuskoj je vladao period optimizma. Početne godine XX. stoljeća, prije Prvog svjetskog rata, znane su u Francuskoj kao belle epoque (lijepa epoha) jer su obuhvaćale period ekonomske sigurnosti i napretka. Izumi kao što su telefon, automobil, avion i kinematograf ubrzali su i uzdigli moderni život. Poeme Guillaumea Apollinairea opisuju taj sretni period. Iznio je neukus društva prema stilovima kao što su naturalizam, te entuzijazam društva prema novom i uzbudljivom Eiffelovom tornju, kubizmu, te veselim svjetima kabareta i glazbenih dvorana. Sam Apollinaire je radio odvažne eksperimente sa stilom i formom, eliminirajući punktaciju i izjednačavajući naoko nepovezane slike.
Neki knjiženici su i dalje slijedili forme iz XIX. stoljeća, naročito dramatičari Edmond Rostand (drama Cyrano de Bergerac) i Jules Renard, no mnogi drugi su slijedili Apollinairea i stvarali nove forme. Ekstravagandna farsa Kralja Ubua (Ubu roi, 1896.) Alfreda Jarryja i visoko poetične i gusto skupljene drame Paula Claudela izazvale su konvencije drame. Roman Lutalica (Le grand meaulnes, 1913.) Alaina-Fourniera je poetično i misteriozno odbijanje limitacija koje su realisti i naturalisti postavili ljudskoj mašti. Slično tome, filozof Henri Bergson je odbio naturalistički pogled da je ljudska sudbina oblikovana predodređenim faktorima i predložio je da ljudi imaju slobodnu volju i neograničenu kreativnu energiju.

### Dadaizam i nadrealizam
Glavni članci: Dadaizam, Nadrealizam

Naokn početka Prvog svjetskog rata mnogi francuski knjiženici pobjegli su u neutralnu Švicarsku. U Zürichu su, pod vodstvom Tristana Tzare, osnovali pokret znan kao dadaizam. Godine 1920., nakon završetka do tada najdestruktivnijeg rata, dadaisti su Pariz učinili svojim središtem. Iako je dada dječji izraz da igračku konja, Tzara je riječ slučajno odabrao, čitajući rječnik, kao ime za novi pokret. Dadaistima je besmisleno ime pokreta predstavljalo napad koji su započeli na razum. Njihov slogan: "Plus rien, rien, RIEN, RIEN, RIEN" ("Ništa više, ništa, ništa, NIŠTA, NIŠTA, NIŠTA"), reflektira njihov nihilizam, ili nedostatak povjerenja u bilo što. Taj pogled na svijet izrodio se iz besmislenog pokolja tijekom rata.
Dadaizam je doveo do nadrealizma, pokreta koji se pojavio tijekom 1920-ih. Nadrealizam je u početku vodio André Breton, a uključivao je pjesnike kao što su Paul Éluard i Louis Aragon. Nadrealisti su vjerovali da iznad naše postoji još jedna realnost i oni su tu svoju iracionalnu nadrealnost željeli izraziti u svojim djelima korz sredstva kao što su automatsko pisanje, u kojem su pisali koje god riječi su im pale na pamet. Duboko pod utjecajem ideja Sigmunda Freuda, oca psihoanalize, pokušali su dotaknuti nesvjesnu misao kroz slike snova i slobodan tok svjesne misli. Nadrealsiti su se uvelike razlikovali od "angažiranih" pisaca tog vremena koji su svoja djela iskoristili kako bi prikazali odanost svrsi. Među te pisce spadaju Maurice Barrès, koji je izdao svoje poglede o mnogim političkim problemima, Charles Péguy, koji je bio posvećen pitanju društvene pravde, André Gide, koji je postao zainteresiran za komunizam i Sidonie Gabrielle Colette, koja je feminističke poglede iznosila u romanima kao što su Vagabundo (La vagabonde, 1910.) i Chéri (1920.). Već do 1938., nadrealistički pokrezt počeo je pucati. Jednu granu i dalje je dovio André Breton, koji je postao komunist, a drugu je vodio Philippe Soupault, koji nije vjerovao ni u jedan drugi smisao osim umjetnosti. 

### Između dva rata
I između dva Svjetska rata, roman je ostao dominantni literarni žanr. Sidonie Gabrielle Colette, Jean Cocteau, Raymond Radiguet, François Mauriac i drugi su pisali romane slične tradicionalnim psihološkim romanima Marie Madeleine La Fayette. No, zbivalo se i znatno eksperimentiranje, dijelom zbog rastućeg utjecaja kina. Četiri najveća romana tog perioda bili su radikalni eksperimenti. 
Roman Andréa Gidea Krivotvoritelji novca (Les faux-monnayeurs, 1926.) izaziva samu mogućnost korištenja sveznajućeg pripovjedača ili pisanja tradicionalnog romana u tada kompleksnim vremenima. Gideova knjiga imala je znatan utjecaj na nouveau roman  (novi roman) koji se razvio tijekom 1950-ih. 
Drugi od četiri romana je roman Louisa-Ferdinanda Célinea Putovanje nakraj noći (Voyage au bout de la nuit, 1932.), koji govori o Célineovim vlastitim iskustvima kao vojnik u Prvom svjetskom ratu, liječnik u Parizu i putnik u SAD i Afriku. Narativni glas koristi nasilan, no svakodnevan govor kako bi osudio nepravde i patnje običnog čovjeka na svijetu. 
Život ljudski (La condition humaine, 1933.) Andréa Malrauxa je treći od četiri velika francuska romana iz međuratnog perioda. Radnja se događa tijekom jednog ustanka u Kini tijekom 1920-ih i stvara novi tip junaka, revolucionarnog avanturista upletenog u patnje zlostavljanih.
Fasciniran filmom, Malraux je adaptirao svoj roman Nada (L'espoir, 1937.), koji govori o njegovim vlastitim iskustvima tijekom Španjolskog građanskog rata, na film. Oba Malrauxova djela bave se borbom individualca da trijumfira nad sudbinom. 
Najveći od ta četiri djela, ujedno i jedan od najvećih u Europi, je ciklus U potrazi za izgubljenim vremenom (À la recherche du temps perdu, 1913. – 1927.) Marcela Prousta.
U sedam dijelova svog remek-djela, Proust je istražio dubine ljudske psihe, podsvjesnih motivacija i iracionalnosti ljudskog ponašanja, pogotovo u ljubavi. Povijesni i sociološki interes djela proizlazi iz njegovog jasnog portretiranja Francuske prije i poslije Prvog svjetskog rata. Umjetnički interes djela leži u Proustovoj tvrdnji da osvoji vrijeme i smrtnost kroz sjećanja koje pokrivaju površinu nevolonterno i kroz umjetnost. 
Vrijeme je zabilježeno u pojmovima sličnim teorijama Henrija Bergsona: u konstantnoj promjeni, tako da i događaji iz prošlosti i iz sadašnjosti imaju jednaku realnost.
Teatar između dva rata karakteriziran je povratkom na antičke mitove, jer su dramatičari vidjeli univerzalne i bezvremenske vrijednosti i istine koje kontriraju nihilizmu njihovog vlastitog vremena. Najpoznatiji primjeri oživljavanja mita su Cocteauova verzija priče o Edipu predstavljena u Infernalnom stroju (La machine infernal, 1934.) i Tigru na vratima (La guerre de Troie n'aura pas lieu, 1935.) Jeana Giraudouxa. Taj trend se nastavio i nakon Drugog svjetskog rata, s grupom dramatičara koje je Jean-Paul Sartre nazvao "krivotvoritelji mitova". Među te dramatičare spadali su Jean Anouilh, Albert Camus i sam Sartre.

### Egzistencijalizam
Veliki dio francuske književnosti poslije Drugog svjetskog rata je bila reakcija njemačkoj okupaciji Francuske tijekom rata. Djela autora koji si kolaborirali ili simpatizirali Nijemce tijekom rata - uključujući i Célinea, Drieu La Rochellea, i Roberta Brasillacha - su ignorirana. No mnogi književnici koji su sudjelovali u pokretu otpora su nakon oslobođenja smatrani herojima. Među njima su se istakli Jean-Paul Sartre, André Malraux, Simone de Beauvoir, René Char i pogotovo Albert Camus. Za ove književnike, iskustvo okupacije probudilo je ideju o apsurdnosti ljudske egzistencije. U isto to vrijeme, otpor i kolaboracija, i suđenja kolaboratorima nakon oslobođenja, emfazirali su ideju da je svatko osobno odgovoran za svoja djela. Teška pozicija u kojoj su se ljudi našli tijekom i nakon rata je istraživana u filozofiji znanoj kao egzistencijalizam.
Mađu istaknutim djelima egzistencijalizma treba spomenuti Camusov roman Stranac (L'étranger, 1942.), Sartreovo remek-djelo Mučnina (La Nausée, 1938.) i roman Simone de Beauvoir L'invitée (1943.). 
Camus, Sartre i de Beauvori su nastavili dominirati romanom i teatrom i nakon rata.

### Ostali poslijeratni žanrovi
Mnogi pjesnici poslijeratnog perioda duboko su utjecani nadrealističnim pokretom, te su većinom bili i njegovi članovi. Među njih ubrajamo i pjesnike Éluarda, Chara, Henria Michauxa, Raymonda Queneaua i Francisa Pongea. Svaki taj pjesnik je bio distinktivan, te oni dijele samo koncept poezije kao sredstvo za istraživanje misterija svjeta i samoga sebe. Već na sredini, ali i na kraju XX. stoljeća moderna poezija u Francuskoj (kao i drugim zemljama), je postala sve više opskurnija, osobnija i nerazumljivija. 
Najznačajniji poslijeratni razvoj u teatru došao je tijekom 1950-ih, a znan je kao théâtre de l’absurde  (teatar apsurda). Apsurdne drame ukazuju na neadekvatnost jezika u kominukaciji i odsutnost značaja u svakodnevnom životu. Kako bi ovo potkrijepili, apsurdisti koriste kontradiktorne, pa čak i zamijenjive likove, nelogičan i nestalan razvoj radnje, te parodiraju konvencije teatra. Ćelava pjevačica (La Cantatrice chauve, 1950.) Eugènea Ionescoa i U očekivanju Godota (En attendant Godot, 1952.) Samuela Becketta predstavljaju remek-djela teatra apsurda. Među ostale autore iz ovog pokreta spadaju i Arthur Adamov, Jacques Audiberti, Jean Genet i Jean Tardieu.
Termin nouveau roman  (novi roman) odnosi se na seriju romana napisanih tijekom 1950-ih. 
Među glavnim karakteristikama ističu se fragmentacija radnje, kronologije i likova, korištenje inovativne narativne tehnike, zamagljivanje granica između poezije, drame i romana i korištenje teme nekomunikativnosti jezika. 
Među remek-djela novog romana spadaju Beckettov Molloy (1952.), Moderato cantibile (1958.) Marguerite Duras, Planetarij (Le planétarium, 1959.) Nathalie Sarraute, Robbe-Grilletova Ljubomora (La jalousie, 1957.), La modification, 1957.) Michela Butora i Flandrijska cesta (La route des Flandres, 1960.) Nobelovca Claudea Simona.
Svi, i moderna francuska poezija, i teatar apsurda, i novi roman, imaju jednu zajedničku karakteristiku: duboki skepticizam, čak i pesimizam o poznavanju "realnosti", pogotovo kroz korištenje jezika. Prema tome, književnost XX. stoljeća se uvelike kretala ka tišini. 
Teatar apsurda je, u svom izazivanju tradicionalnih dramskih formi i emfaziranju neadekvatnosti jezika, je ostavio jako malo alternativa za budućnost, dok je novi roman odlučio stati na put tome da roman bude sredstvo prepričavanja. 
Raymond Queneau je vodio pokrez koji se protivio tom zastoju napretka zvan kao Ouilpo. 
Ouilpo je predlagao da striktna forma i pravila (često matematička) primjene na književnost, da se sva kreativnost žrtvuje u korist kalkulacije, te da knjiženost postane neka vrsta intelektualne igre.

### Književna kritika
Kriza u književnosti, koja je postala evidentna tijekom 1960-ih, rezultirala je krizom za one koji su ju proučavali. Prve bitke s la nouvelle critique  (nova kritika) započele su s konfrontacijom između akademske ili sveučilišne kritike, čiji je glavni predstavnik bio Raymond Picard, i Nove kritike, koju je u početku vodio Roland Barthes. Kod razumijevanja i interpretiranja teksova, sveučilišna je kritika davala važnost biografskim, povijesnim, kulturalnim i književnim podacima. No, Nova kritika je koristila metode i konceptualne sheme iz lingvistike i društvenih znanosti (antropologija, sociologija, psihologija) kako bi proučavala tekstove. 
Književna kritika je onda prošla kroz niz pokreta i filozofija kako bi iskoristila književnost za istraživanje svijeta na nov način. Među te pokrete i filozofije spadaju: strukturalizam, poststrukturalizam, semiotika, feministička teorija i tako zvana queer teorija. Na neki način su vođe osvih pokreta - Roland Barthes, Jacques Derrida, Michel Foucault, Jacques Lacan i Julia Kristeva - zamijenili kreativne pisce prošlih stoljeća kao prominentne književne figure u Francuskoj. 

### Suvremena književnost
Unatoč nestabilnom i pesimističnom pogledu koji se nalazi u intelektualnom društvu, francuski čitatelji i dalje vole pročitati dobar roman, time osiguravajući trajuću vitalnost francuske književnosti. Stendhal je postao popularniji nego ikad. Roman Marguerite Duras, Ljubavnik (L'Amant, 1984.), prodan je u više od 1,5 milijuna primjeraka u samo 18 mjeseci i preveden je na više od 20 jezika. Tournierov roman Le roi des aulnes  (1972.) je smatran modernim remek-djelom, a čitateljstvo je jako dobro prihvatilo Diega i Friedu (Diego et Frieda, 1993.) i ostale romane Jean-Mariea Gustavea Le Clézioa, te roman Patricka Modiana Vestiaire de l'enfance  (1989.). Romani kasnog XX. stoljeća karakterizirani su povratkom na tradicionalnu naraciju, aluzijama na druga djela, fokusiranjem na problem identiteta u postmodernom svijetu, te govori o temama multikulturalnosti i ekologije. No, oni još uvijek dodaju nove elemente i probleme nastavljajući dodavati ono što Francuzi cijene još od 685. - zanimljivu i smislenu priču.

## Francuski dobitnici Nobelove nagrade za književnost
Ovi francuski književnici su zbog svog rada na tom području nagrađeni Nobelovom nagradom za književnost:
- 1901 - Sully Prudhomme (prva Nobelova nagrada)
- 1904 - Frédéric Mistral (pisao na oksitanskom)
- 1911 - Maurice Maeterlinck (Belgijanac)
- 1915 - Romain Rolland
- 1921 - Anatole France
- 1927 - Henri Bergson
- 1937 - Roger Martin du Gard
- 1947 - André Gide
- 1952 - François Mauriac
- 1957 - Albert Camus
- 1960 - Saint-John Perse
- 1964 - Jean-Paul Sartre (odbio nagradu)
- 1969 - Samuel Beckett (Irac, pisao na engleskom i francuskom)
- 1985 - Claude Simon
- 2000 - Gao Xingjian (piše na kineskom)

## Popis francuskih književnih klasika

### Romani, pripovijetke, poeme
- Srednji vijek
  - anonimni autor - Pjesma o Rolandu
  - Chrétien de Troyes - Gawain, ili Kralj od Lava, Lancelot, ili Kralj od Kočije, Percival, ili priča o Gralu
  - razni - Tristan i Izolda
  - anonimni autor - Lancelot-Gral
  - Guillaume de Lorris i Jean de Meung - Roman o ruži
- 16. stoljeće
  - François Rabelais - Pantagruel, Gargantua
- 17. stoljeće
  - Marie Madeleine La Fayette - Princeza Clèvesa
- 18. stoljeće
  - Voltaire - Candide
  - Jean-Jacques Rousseau - Nova Heloiza ili Julija
  - Denis Diderot - Fatalist Jacques i njegov gospodar
- 19. stoljeće
  - Stendhal - Crveno i crno, Parmski kurtazijanski samostan
  - Honoré de Balzac - Ljudska komedija, Čiča Goriot
  - Gustave Flaubert - Gospođa Bovary, Sentimentalni odgoj
  - Edmond i Jules de Goncourt - Germinie Lacerteux
  - Guy de Maupassant - Bel Ami, Ogrlica
  - Émile Zola - Rougon-Macquartovi ili Prirodna i društvena povijest jedne obitelji pod Drugim carstvom
- 20. stoljeće
  - André Gide - Krivotvoritelji novca, Nemoralnik
  - Marcel Proust - U potrazi za izgubljnim vremenom
  - André Breton - Nadja
  - Louis-Ferdinand Céline - Putovanje nakraj noći
  - Sidonie Gabrielle Colette - Gigi
  - Jean Genet - Naša dama cvijeća
  - Albert Camus - Stranac, Kuga
  - Jean-Paul Sartre - Mučnina, Riječi
  - Michel Butor - La Modification
  - Alain Robbe-Grillet - Dans le labyrinthe
  - Georges Perec - Život: Vodič
  - Robert Pinget - Passacaille

### Poezija
- François Villon - Les Testaments
- Pierre de Ronsard, Joachim du Bellay i ostali pjesnici "La Pléiadea" - pjesme
- Jean de La Fontaine - Basne
- Victor Hugo - Les Contemplations
- Alphonse de Lamartine - Pjesničke meditacije
- Charles Baudelaire - Cvjetovi zla, Spleen Pariza
- Paul Verlaine - Romanse bez riječi
- Arthur Rimbaud - Otvorena sezona u paklu, Pijani brod
- Stéphane Mallarmé - Bačena kocka nikada neće unuištiti priliku

### Drama
- Pierre Corneille - Cid
- Molière - Tartuffe, Mizantrop, Dom Juan, Škrtac
- Jean Racine - Fedra, Andromaha
- Edmond Rostand - Cyrano de Bergerac
- Jean Giraudoux - Neće biti Trojanskog rata
- Jean Anouilh - Becket, Antigona
- Alfred Jarry - Kralj Ubu, Okovani Ubu
- Jean-Paul Sartre - Bez izlaza
- Samuel Beckett - U očekivanju Godota, Kraj igre
- Eugène Ionesco - Ćelava pjevačica, Nosorog, Stolice, Kralj umire, Poduka
- Jean Genet - Sluškinje, Crnkinje

### Diskurzivni oblici
- Michel de Montaigne - Eseji
- Blaise Pascal - Les Pensées
- François de La Rochefoucauld - Maksime
- Jean-Jacques Rousseau - Da li je napredak znanosti u umjetnosti doprinio kvarenju ili pročišćenju morala, Društveni ugovor
- François-René de Chateaubriand - Duh kršćanstva
- Alexis de Tocqueville - Demokracija u Americi
- Adolphe Thiers - povijest Francuske revolucije, Povijest konzulata i Carstva
- Jules Michelet - Histoire de France, La Sorcière
- Albert Camus - Mit o Sizifu
- Jean-Paul Sartre - Egzistencijalizam je humanizam, Bitak i ništo

## Vanjske poveznice
- Francuski jezik i književni izvori na Yaleu  Arhivirana inačica izvorne stranice od 21. travnja 2007. (Wayback Machine)
- Francuska književnost na Digital Librarian
- Francuska književnost na zajedničkom poslužitelju
- Virtuelle Fachbibliothek Romanischer Kulturkreis - Vifarom

|  | Portal Francuske – Pristup člancima s tematikom o Francuskoj. |